# Ritam ljubavi
Ritam ljubavi drugi je studijski album hrvatskog glazbenog sastava Colonia. Objavljen je u veljači 1999.

## Popis pjesama
1. "Dok je tebe i ljubavi" (remix)
2. "Ti"
3. "Korak do sna"
4. "Nebo iznad nas"
5. "Lady blue"
6. "Kiša"
7. "Primadona"
8. "Njeno ime ne zovi u snu"
9. "U ritmu ljubavi"
10. "The cyberfunk"
11. "Ti" (remix)
12. "Dok je tebe i ljubavi" (remix)
13. "Sve oko mene je grijeh"
14. "Megamix"